# فريدريكا مورو
فريدريكا مورو (بالإيطالية: Federica Moro)‏ هي عارضة وممثلة إيطالية، ولدت في 20 فبراير 1965 في Carate Brianza ‏ في إيطاليا.

## وصلات خارجية
- فريدريكا مورو على موقع IMDb (الإنجليزية)
- فريدريكا مورو على موقع قاعدة بيانات الفيلم (الإنجليزية)